# 743 Eugenisis
A 743 Eugenisis (ideiglenes jelöléssel 1913 QV) a Naprendszer kisbolygóövében található aszteroida. Franz Kaiser fedezte fel 1913. február 25-én.